# Pleurothallis kerrii
Pleurothallis kerrii là một loài thực vật có hoa trong họ Lan. Loài này được Braga miêu tả khoa học đầu tiên năm 1981.